# Pseudaletia luteomaculata
Pseudaletia luteomaculata là một loài bướm đêm trong họ Noctuidae.